# 拝啓見知らぬ旦那様、離婚していただきます
『拝啓見知らぬ旦那様、離婚していただきます』（はいけいみしらぬだんなさま りこんしていただきます）は、久川航璃による小説。小説投稿サイト「カクヨム」にて2020年4月12日から同年12月26日まで連載された。2021年には、KADOKAWA主催の「第6回カクヨムWeb小説コンテスト」で恋愛部門大賞を受賞し、2022年1月からはメディアワークス文庫（KADOKAWA）より書籍版が発売されている。
紬いろとによる漫画版が、KADOKAWAの「FLOScomic」レーベルの作品として「コミックシーモア」ほかにて2023年7月5日より連載中。2025年には「みんなが選ぶ!!電子コミック大賞2025」で大賞を受賞した。

## あらすじ
バイレッタは、アナルドからの結婚の申し込みを受けスワンガン家に嫁ぐことになる。夫であるアナルドは戦争に出征しており不在だったものの、結婚を面倒に思っていたバイレッタはこれを好都合に思い、結婚を承諾する。8年経ちアナルドが帰還することを知ったバイレッタは離縁状を準備するが、アナルドは1か月間夫婦生活を行い子どもができるかどうかの賭けで今後の進退を決めようという提案を行う。

## 登場人物
声はボイスコミックの声優。
バイレッタ
声 - 日岡なつみ
商才に溢れ、武術も得意な才女。周囲には悪女という噂を立てられている。
アナルド=スワンガン
声 - 阿部敦
スワンガン伯爵家の嫡男で、陸軍騎兵連隊長。他人への興味が薄い。
ワイナルド
声 - 野辺健太
アナルドの父。
シンシア
声 - 月本こうこ
ワイナルドの後妻。
ドレスラン
声 - 北山恭祐
シンシアの幼馴染。中将。
ミレイナ
声 - 村田綾野
ワイナルドとシンシアの娘。

## 漫画版
紬いろとの作画による漫画版が、2023年7月5日より連載中。KADOKAWAとNTTソルマーレの協業タイトルであり、KADOKAWAの漫画レーベル「FLOScomic」にて発表されており、NTTソルマーレ運営の電子コミックサイト「コミックシーモア」にて独占先行配信されている。

### 製作
担当編集の山川潔によると、当初はKADOKAWAのウェブコミック配信サイト「カドコミ」で連載してコミックスを刊行するという従来通りの流れを想定していたが、連載準備の最中に、コミックシーモアで「協業」という取り組みが行われていることを知り、本作がその対象として制作されることとなった。KADOKAWA側で一度作品を制作したのち、コミックシーモア側が広告でウケるような内容になるように監修を行うという手法で制作されている。

## 評価
漫画版は「コミックシーモア」では月間総合ランキングでたびたび1位を獲得する人気作品で、同サイトでは2024年の少女・女性マンガ編のランキングで上半期1位、年間2位を獲得している。2025年には同サイトの「みんなが選ぶ!!電子コミック大賞2025」にて大賞を獲得した。
シリーズ累計発行部数は2024年12月時点で100万部を突破している。

## 既刊一覧

### 小説
- 久川航璃 『拝啓見知らぬ旦那様、離婚していただきます』 KADOKAWA〈メディアワークス文庫〉、既刊8巻（2025年6月25日現在）
  - 「〈上〉」 、2022年1月25日発売[4]、ISBN 978-4-04-914171-9
  - 「〈下〉」、2022年2月25日発売[12]、ISBN 978-4-04-914172-6
  - 「II〈上〉」、2022年11月24日発売[13]、ISBN 978-4-04-914642-4
  - 「II〈下〉」、2023年7月24日発売[14]、ISBN 978-4-04-914643-1
  - 「III」、2023年11月25日発売[15]、ISBN 978-4-04-915304-0
  - 「IV」、2024年6月25日発売[16]、ISBN 978-4-04-915740-6
  - 「V〈上〉」、2024年12月25日発売[17]、ISBN 978-4-04-916139-7
  - 「V〈下〉」、2025年6月25日発売[18]、ISBN 978-4-04-916141-0

2022年8月には、古川慎の朗読によるオーディオブックが、ドワンゴの「ListenGo」にて配信されている。

### 漫画
- 紬いろと（漫画）・久川航璃（原作）・あいるむ（キャラクター原案） 『拝啓見知らぬ旦那様、離婚していただきます』 KADOKAWA〈FLOScomic〉、既刊4巻（2025年6月6日現在）
  - 「I」、2023年12月5日発売[20]、ISBN 978-4-04-682539-1
  - 「II」、2024年6月5日発売[21]、ISBN 978-4-04-683615-1
  - 「III」、2024年12月5日発売[10]、ISBN 978-4-04-684127-8
  - 「IV」、2025年6月6日発売[22]、ISBN 978-4-04-684802-4

## 楽曲
コミカライズ版の開始を記念した楽曲「愛の賞味期限」が制作され、2023年7月5日にミュージックビデオが公開された。作詞・作曲はヤネウラ書房、歌唱はヤネウラ書房 feat. アナルド（阿部敦）& バイレッタ（日岡なつみ）。